# Aqaba
ʿAqaba (in arabo العقبة‎?, al-ʿAqaba; in italiano adattato parzialmente in Akaba o totalmente in Acaba, AFI: /ˈakaba/) è l'unico porto della Giordania, situato all'interno del golfo omonimo, e il capoluogo del governatorato di Aqaba.
La città venne conquistata da Thomas Edward Lawrence, noto anche come Lawrence d'Arabia, nella battaglia di Aqaba durante la prima guerra mondiale, strappandola ai turchi-ottomani, alleati con le Potenze centrali.

## Geografia fisica
ʿAqaba è situata nel sud della Giordania, sulla costa del Mar Rosso, l'unico sbocco sul mare della Giordania. La città ha una popolazione stimata di circa 105 000 persone. Il porto commerciale si estende a sud della città e, nella seconda metà del secolo scorso, si è molto sviluppato, per cui oggi ʿAqaba, sebbene non ancora in termini di popolazione, è ormai la seconda città della Giordania per status, reddito e potenziale turistico.
Circondata da montagne desertiche, ha un clima piacevole per la maggior parte dell'anno; difficilmente, in inverno il termometro scende sotto i 20 °C, solo durante l'estate il termometro durante il giorno arriva a superare i 35 °C, pur mitigati dalle brezze marine. 'Aqaba è adiacente al porto israeliano di Eilat, a cui ha iniziato a fare concorrenza, come località turistica. Inoltre, cosa poco conosciuta,la cittadina di Eilat, situata in questo stretto golfo, e israeliana, si trova a soli 11 km dal territorio dell'Arabia Saudita.

## Storia
La zona di ʿAqaba fu abitata sin dal 4000 a.C., in quanto era crocevia tra Asia, Africa ed Europa. Comunque quella porzione di deserto fece parte del regno degli Edomiti e ʿAqaba viene citata col nome di Etsion-Gheber, nei Libri dei Re. Dal primo dei Libri dei Re 9, 26:
Durante gli scavi di Tell al-Khalīfa, a ovest di ʿAqaba, al confine tra Israele e Giordania, sono venuti alla luce forni per la fusione del rame che si ritiene appartenessero al sito biblico di Etsion-Gheber, dove tra il XV e il X secolo a.C., veniva fuso il materiale proveniente dai giacimenti di Wadi Araba. Infine da Etsion-Gheber, la flotta di Salomone partì per le mitiche miniere di Ofir, località mai identificata che si suppone si trovasse tra lo Yemen, l'Eritrea, l'Etiopia ed il Sudan. In quel periodo, ʿAqaba e la sua area prosperarono, per il fatto di trovarsi in una delle direttrici principali del commercio mediorientale. Gli scavi succitati hanno portato alla luce ceramiche cinesi e monete etiopiche.
Dopo essere stata conquistata dalle truppe di Alessandro Magno, la città, col nome di Berenice (in onore di Berenice I), fece parte del regno d'Egitto sotto la dinastia tolemaica, tra il III e il I secolo a.C., per passare in quello stesso periodo sotto il dominio dei Nabatei, che governavano Petra. All'inizio del II secolo, la città venne conquistata dai Romani, che la chiamarono Aila. Aila continuò a prosperare, in quanto era collegata al sud della Siria, quindi a Damasco attraverso la Via Traiana Nova. Passò poi ai Bizantini che vi edificarono numerose chiese e fortificarono più solidamente la città.

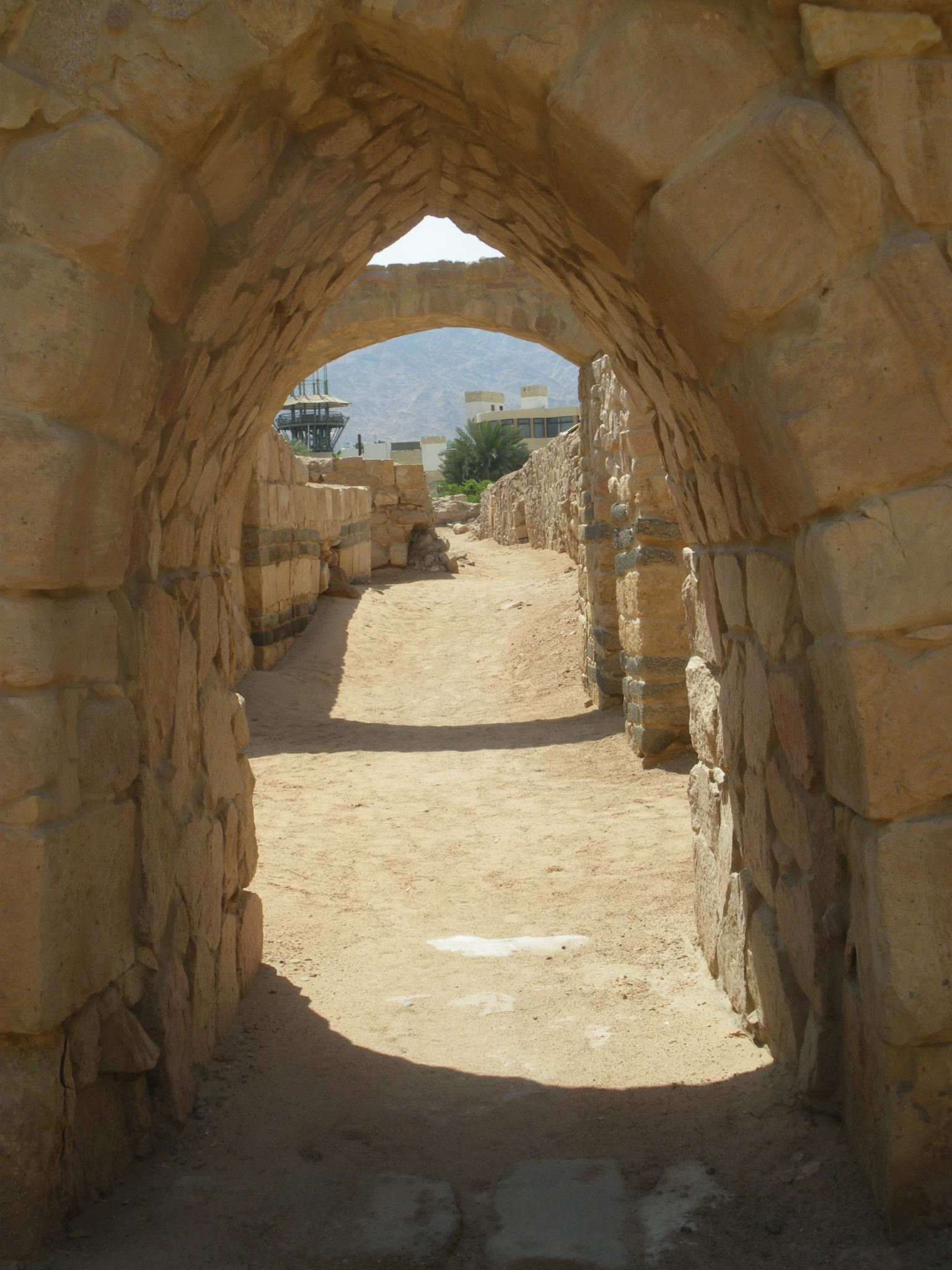
La porta d'Egitto (Bab el Msir) nelle rovine di Ayla

Dopo la conquista araba, verso il 635, la città entrò a far parte del Califfato, governato prima (sino al 750 circa) dagli Omayyadi, poi (sino alla fine del X secolo circa) dagli Abbasidi, periodo in cui sono collocate le avventure di Sindbad il marinaio, e quindi (sino all'inizio del XII secolo) dai Fatimidi. Ancora nel X secolo, un viaggiatore musulmano, al-Muqaddasi, descrisse Ayla come una "grande città", un luogo di incontro per i pellegrini in viaggio verso La Mecca. Durante il governo dei Fatimidi, nel 1024, Ayla venne saccheggiata da alcune tribù locali e poi, nel 1068, un terremoto la devastò, condannando il luogo ad un ruolo storico di secondo piano.
Nel 1116 Ayla fu occupata dai Crociati, che occuparono anche un isolotto vicino alla costa occidentale del golfo, che fu fortificato e denominato, Ile de Graye (oggi Isola del Faraone). Nel 1170 sia la città che l'isola furono conquistate dal Saladino e la dinastia degli Ayyubidi le governò sino al 1250 quando subentrarono i Mamelucchi. All'inizio del XVI secolo, Ayla cadde sotto il dominio Ottomano, che durò sino alla prima guerra mondiale. In questo periodo la decadenza della città continuò a tal punto che il luogo divenne un piccolo villaggio di pescatori.

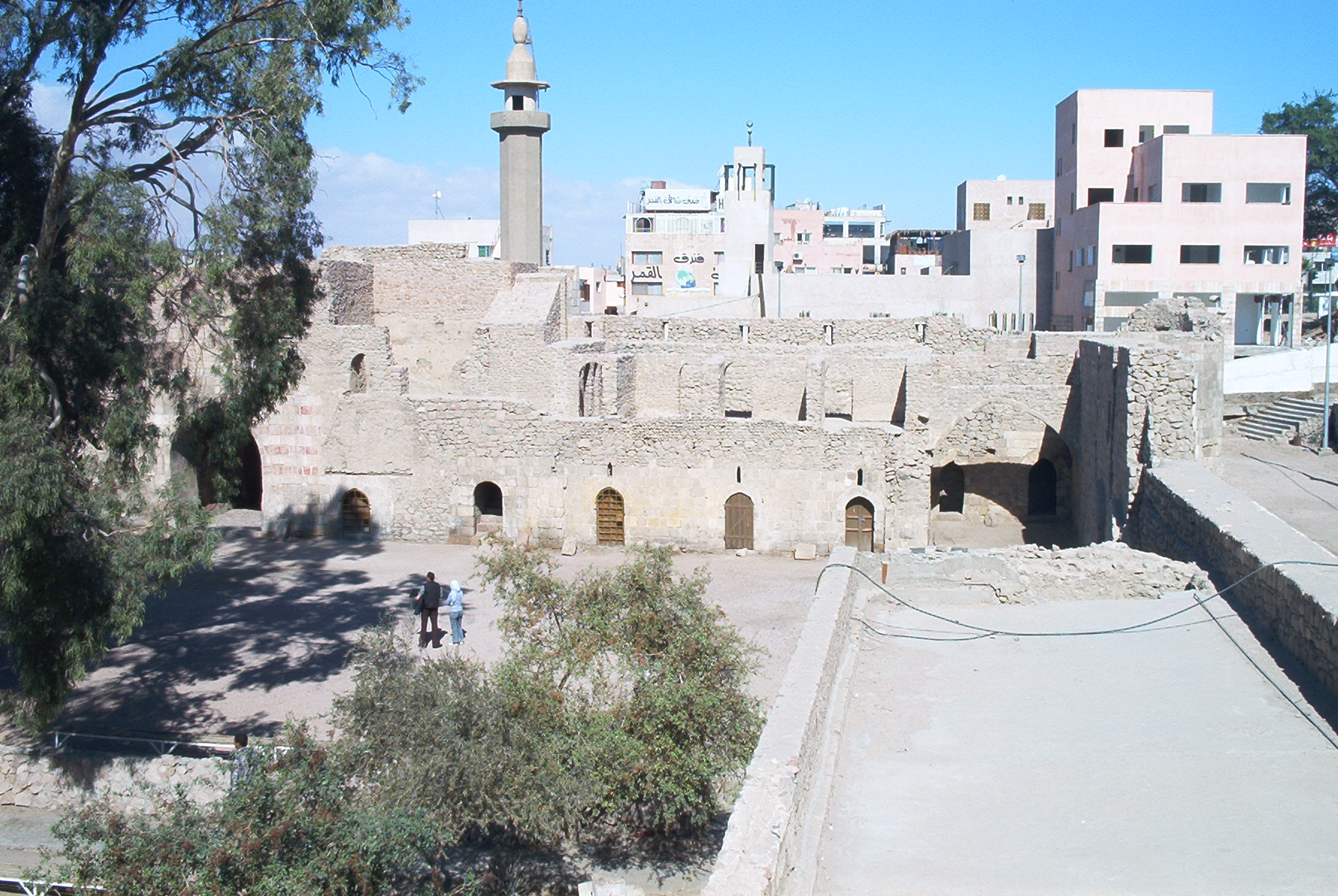
La fortezza ottomana di Aqaba.

I Turchi avevano costruito ad Aqaba una fortezza, ancora oggi visibile, nella quale erano stati posizionati dei potenti cannoni navali di produzione tedesca. La città aveva resistito a ben due attacchi da parte della Royal Navy e stava diventando una vera spina nel fianco. Difesa da potenti batterie pesanti costiere Krupp da 305 millimetri, era considerata imprendibile, poiché dal lato terrestre era protetta dal Deserto del Nefud, considerato impossibile da attraversare. La città poteva inoltre diventare una base d'appoggio per gli U-Boot tedeschi nel Mar Rosso.

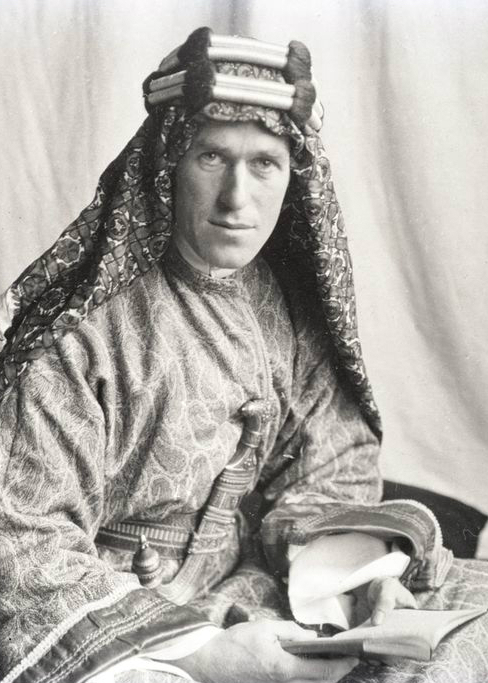
Lawrence d'Arabia guidò gli Arabi nella battaglia di Aqaba

Aqaba fu occupata dalle milizie arabe guidate da Lawrence d'Arabia nel 1917, in quella che fu chiamata la Presa di Aqaba; le milizie arabe avevano attraversato il Nefud, cogliendo la guarnigione ottomana di sorpresa. I cannoni turchi erano puntati verso il mare, nessuno si sarebbe aspettato un attacco alle spalle attraverso il deserto. Caduta Aqaba, i Turchi persero la loro ultima città portuale sul Mar Rosso e gli Inglesi poterono iniziare indisturbati l'offensiva contro la Mesopotamia.
Alla fine della guerra, i britannici assegnarono ʿAqaba all'Emirato di Transgiordania (più tardi Regno di Giordania), ma il confine con l'Arabia Saudita era poco più a sud, alla periferia della città. Dato lo sviluppo della città e del porto, specialmente dopo la seconda guerra mondiale, il breve tratto di costa giordana si rivelò insufficiente, il re di Giordania, Husayn, nel 1965, cedette all'Arabia Saudita 6 000 chilometri quadrati di deserto in cambio di 12 chilometri di costa a sud di ʿAqaba.

## Deserto
Come già detto la città è circondata da montagne desertiche, come è stato descritto da Thomas Edward Lawrence, «vasta, echeggiante e simile ad una divinità» (Seven Pillars of Wisdom, libro VI, cap. LXXV), considerata da molti uno dei panorami più strabilianti al mondo, Uadi Rum è un paradiso per gli amanti della natura.

## Petra
Petra è un sito archeologico posto a 250 km a sud di Amman, in un bacino tra le montagne ad est del Wadi Araba, la grande valle che parte dal Mar Morto fino al golfo di Aqaba. Dal 1985 è stata riconosciuta come Patrimonio dell'umanità dall'UNESCO ed è una delle sette meraviglie moderne.

## Spiagge

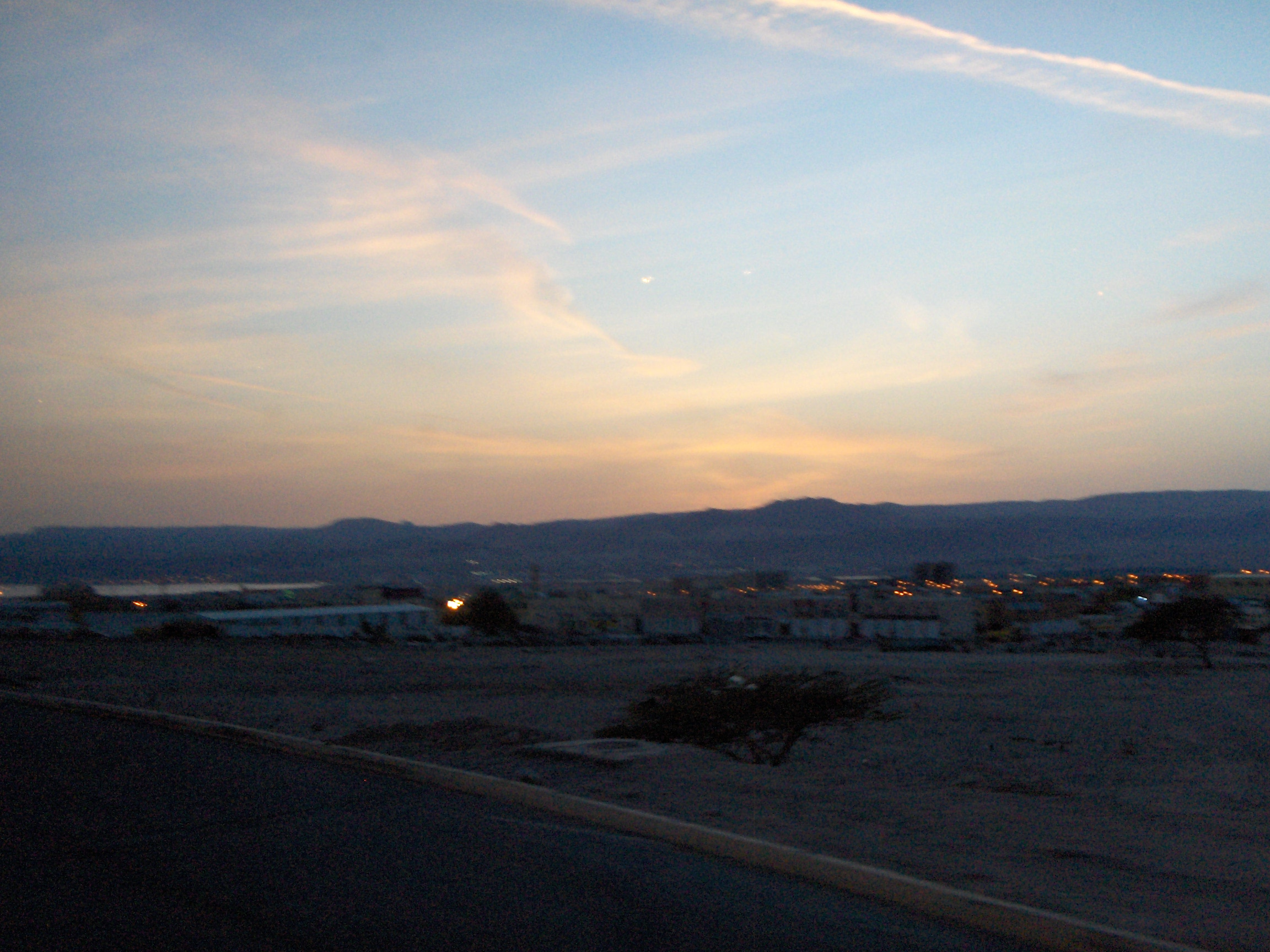
La periferia di ʿAqaba, con sullo sfondo le luci di Eilat e la costa israeliana

Famosa soprattutto come area marittima turistica, ʿAqaba si affaccia sul Mar Rosso. L'area costiera è suddivisa in tre parti:
- La spiaggia settentrionale, dove è situata la gran parte degli alberghi
- La spiaggia centrale
- La spiaggia meridionale

La zona balneabile pubblica più importante è situata nei pressi dell'Aqaba Marine Park (nella zona meridionale), a 12 chilometri dal centro; un altro punto importante è al-Hafayer, nella parte centrale della costa, dove sono stati aperti molti locali e caffè tradizionali. Le acque di ʿAqaba sono celebri per la possibilità di effettuare immersioni subacquee.

## Acquario
Le vasche offrono un colorito colpo d'occhio su coralli, murene, tartarughe, pesci pietra ed altre attrazioni ittiche.

## Isola del Faraone
L'isola si trova in acque territoriali egiziane, poco distante dalla città egiziana di Taba; sull'isola vi sono scavi che mostrano reperti dell'Età del bronzo, oltre che il forte fatto costruire dal Saladino.

## Ayla

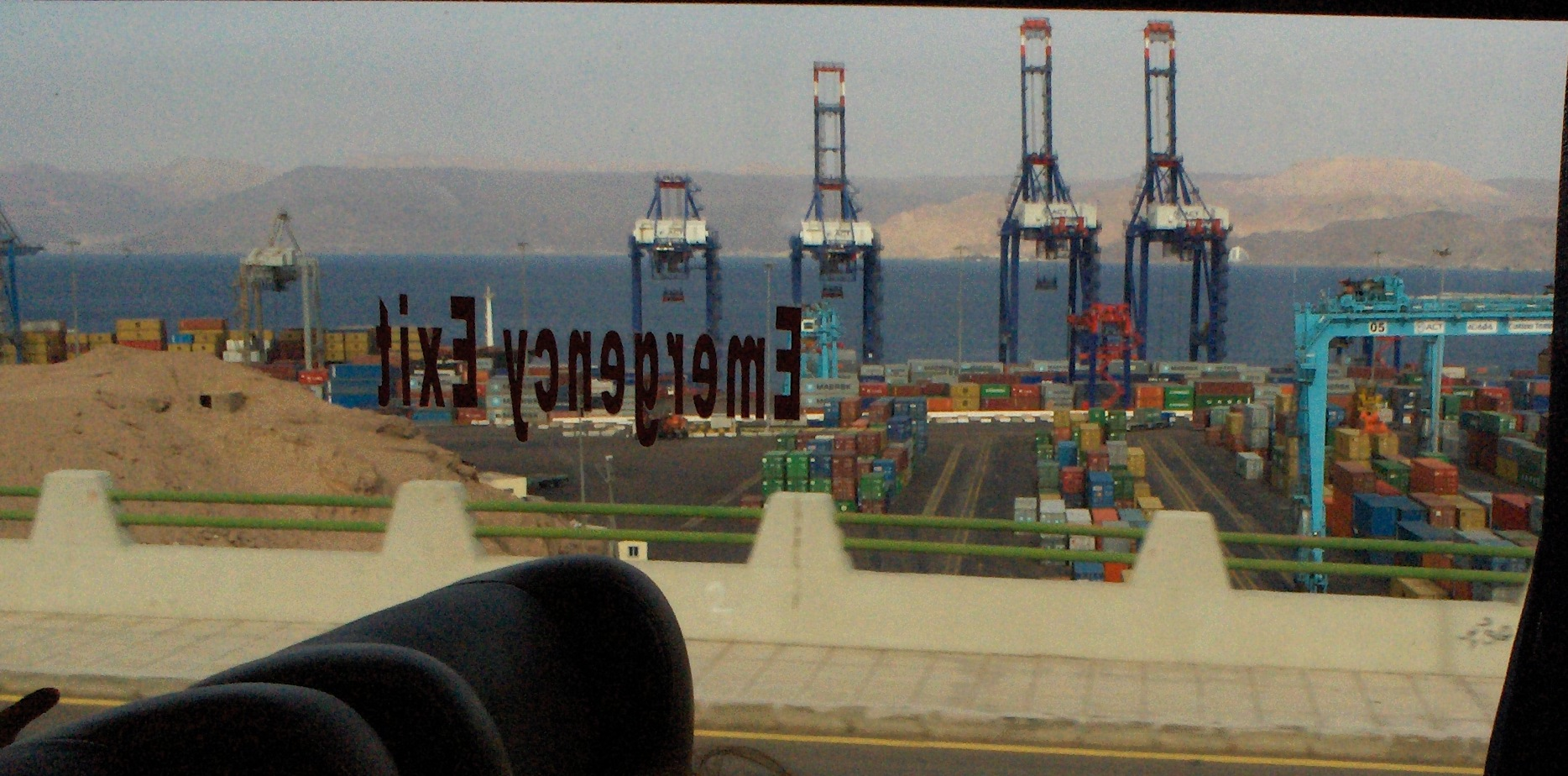
Il porto commerciale, terminal containers

Gli scavi dell'antico porto romano di Ayla, con i resti dell'antico abitato, dove si possono vedere le antiche mura cittadine e un tempio, sono aperti al pubblico.

## Castello di ʿAqaba
Il castello di pianta quadrata fu costruito, all'inizio del XVI secolo dal sultano mamelucco, Qansur al-Ghuri. Poi fu ampliato e rimaneggiato dai sultani ottomani, alla fine di quello stesso secolo e all'inizio del successivo. In seguito la struttura fu utilizzata come Khan per i pellegrini diretti a La Mecca. Nel 1917 la fortezza fu parzialmente distrutta dai cannoneggiamenti della Marina Militare Britannica.

## Museo di ʿAqaba
Dentro il castello, è ospitato nei locali che un tempo erano stati la residenza dello sceicco, al-Husayn b. ʿAlī, trisavolo dell'attuale re di Giordania, ʿAbd Allāh II. La collezione comprende monete metalliche provenienti da Egitto e Iraq, ceramiche provenienti dagli scavi di Ayla, tavolette islamiche in pietra dell'VIII secolo, bassorilievi di tarda epoca bizantina e una pietra miliare proveniente dalla Via Traiana Nova.

## Riferimenti nella cultura di massa
Fabrizio de André cita Aqaba nella canzone Smisurata preghiera, ultima traccia del suo ultimo album Anime salve (1996), tratta dai testi del poeta colombiano Álvaro Mutis.

## Amministrazione

### Gemellaggi
- Alcamo
- Bassora
- Malaga
- San Pietroburgo
- Varna